# Crenulaspidiotus russellae
Crenulaspidiotus russellae är en insektsart som beskrevs av Miller och Davidson 1981. Crenulaspidiotus russellae ingår i släktet Crenulaspidiotus och familjen pansarsköldlöss. Inga underarter finns listade i Catalogue of Life.